# Near Earth Asteroid Tracking
| LINEAR NEAT Spacewatch LONEOS | CSS Pan-STARRS NEOWISE altres |

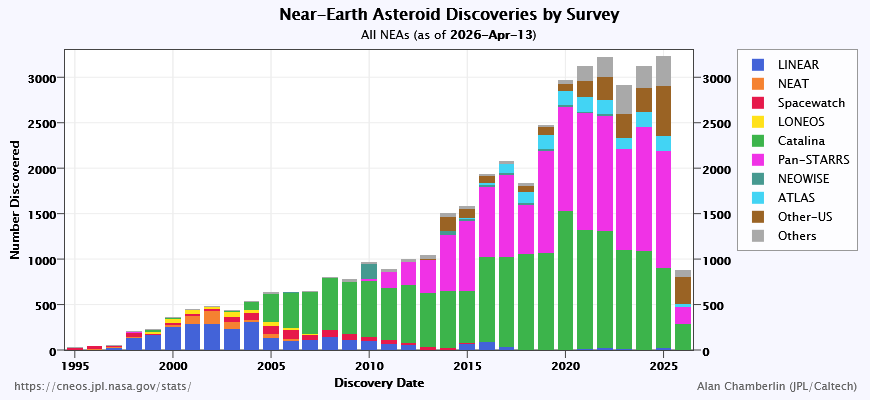
Nombre de NEOs detectats per diversos projectes:

El Near Earth Asteroid Tracking (NEAT) és un programa usat per la NASA i el Jet Propulsion Laboratory per descobrir objectes propers a la terra. El sistema NEAT començà les seves observacions el desembre de 1995. El primer investigador principal va ser Eleanor F. Helin, amb els co-investigadors Steven H. Pravdo i David L. Rabinowitz.
NEAT té un acord cooperatiu amb U.S. Air Force per usar el telescopi GEODSS situat a Haleakala, Maui, Hawaii. GEODSS roman actiu gràcies al Ground-based Electro-Optical Deep Space Surveillance i a aquests telescopis d'Air Force de camp ample que van ser creats per veure òpticament aterrar el vehicle espacial orbitari. L'equip NEAT, va crear una càmera CCD i un sistema informàtic per al telescopi GEODSS. El format de la càmera CCD format és 4096 × 4096 píxels i l'amplitud de vista és 1.2° × 1.6°.
Començant a l'abril del 2001, el telescòpi Samuel Oschin (1,2 metres d'obertura sobre el telescòpi Schmidt a l'Observatori Palomar) va ser posat en servei per descobrir els objectes propers a la Terra. Aquest telescopi conté una càmera de 112 CCDs per cada 2400 × 600. Aquest va ser el telescopi que va produir les imatges que van portar a la descoberta de 50000 Quaoar el 2002, i Sedna il 2003 (publicat el 2004) i el planeta dwarf Eris.
A més de descobrir milers d'asteroides, el NEAT està també acreditat amb el re-descobriment (recuperació) del periòdic cometa 54P/de Vico-Swift-NEAT i de l'alt moviment de l'estrella Teegarden.
Un asteroide s'anomenà en honor seu 64070 NEAT, als volts del 2005.